# ボビー・コックス
ロバート・ジョセフ・コックス（Robert Joseph "Bobby" Cox, 1941年5月21日 - ）は、アメリカ合衆国オクラホマ州タルサ出身の元プロ野球選手（内野手）、元プロ野球監督。

## 経歴
1959年にロサンゼルス・ドジャースと契約。メジャー昇格に10年近くを要し、選手としては1968年、1969年の2シーズン、ニューヨーク・ヤンキースでプレイし、220試合に出場したのみに終わった。引退後はヤンキース傘下のマイナーチームでコーチを務め、1976年に3Aシラキュース（当時）監督に就任。ロン・ギドリー、テリー・ウィットフィールドらを擁してガバナーズ・カップ（3A最高チームにあたる）を受賞。
1978年にアトランタ・ブレーブス（当時はナ・リーグ西地区所属）の監督に就任。当時チームはどん底の状態で、最初の2シーズンは地区最下位に終わり、結局4シーズン務めて勝ち越しは1980年のみで解任。
1982年にトロント・ブルージェイズの監督に就任。初年度は6位（7球団中）であったが、2年目・3年目にいずれも89勝を記録し、4年目の1985年には99勝62敗を記録、チームを球団創設以来初の地区優勝に導く。この年より7回戦制となったア・リーグチャンピオンシップシリーズ（ALCS）ではカンザスシティ・ロイヤルズを3勝1敗と追い込むが、それから3連敗を喫してワールドシリーズ進出を逃すと、解任された。この年ア・リーグ最優秀監督賞を受賞。
1986年に、ブレーブスにゼネラル・マネージャー（GM）として復帰。チームはこの頃再び低迷していたが、ロン・ガントやトム・グラビンらの若手選手の成長や、若手ジョン・スモルツ、ベテランチャーリー・リーブラント、ロニー・スミスらをトレードで獲得。
1990年途中に、GM兼任の監督に就任。この年は最下位に終わったが、後に看板選手になるチッパー・ジョーンズをドラフト全体1位で指名するなど将来の基盤を固めた。不振が続くベテランデール・マーフィーを放出し、デビッド・ジャスティスを右翼手で起用して新人王受賞の活躍を引き出すなど、徐々にチームを強化した。
1991年には監督専任になり、前年最下位のチームを一気に地区優勝に導く。前年最下位のチームの地区優勝はメジャー史上初であった。NLCSでも東地区優勝のピッツバーグ・パイレーツを破りワールドシリーズに進出。ミネソタ・ツインズを最後まで苦しめ、3勝4敗でワールドチャンピオンを逃したものの、自身は最優秀監督賞を受賞した。
1992年にも地区優勝し、NLCSでも再びパイレーツを破るが、ワールドシリーズでは、かつて監督を務めたブルージェイズに敗れた。
1993年は地区優勝するが、NLCSでフィラデルフィア・フィリーズに敗れる。
1994年、地区再編（東西2地区制→東中西3地区制）に伴い、東地区に編入されるが、この年は50日間に及ぶストライキでシーズンが途中終了し、2位に終わった。
1995年は90勝54敗の成績で地区優勝。この年より、2005年まで11年連続で地区優勝。プレイオフ（ディビジョンシリーズ、NLCS、ワールドシリーズ）を通じて11勝2敗の成績で、チームをミルウォーキー時代の1957年以来38年ぶり、アトランタ移転後初のワールドチャンピオンに導く。
1996年もワールドシリーズに進出。ヤンキースと対戦し、1・2戦を連勝するがそこから4連敗して2年連続ワールドチャンピオンを逃す。
その後は、前述のように2005年まで毎年地区優勝するが、ワールドシリーズ進出は1999年（ヤンキースに4連敗）のみで、他はNLCS又はNLDSで敗退。なお、2004年、2005年には最優秀監督賞を受賞している。この2年連続の最優秀監督は史上初であり、コックス以外には2023年シーズン終了時点で2020年・2021年にタンパベイ・レイズの監督として受賞したケビン・キャッシュのみである。
2006年は1990年以来の勝率5割未満（79勝83敗）で地区3位に終わる。
2007年5月12日に、監督通算2195勝を記録、レッズとタイガースの名将スパーキー・アンダーソンを抜き、MLB歴代4位となった。8月14日のサンフランシスコ・ジャイアンツ戦では通算132回目の退場処分となり、20世紀初頭にこの日の対戦相手・ジャイアンツを率いたジョン・マグローの通算記録を抜き、MLB史上最多となった。2010年に退任するまで通算158回に記録を更新し、ギネス世界記録に認定されている。9月5日には史上6人目の監督通算4000戦を達成。この試合は勝利で飾った。
2010年シーズン初頭に、同年をもって監督を勇退することを表明し、同年を最後に監督を勇退。ブレーブスにおいて25年にわたる監督としての勝利数は2149勝を数え、ブルージェイズ在籍時の勝利数を加えた通算勝利・敗戦数は前述の通り歴代4位の2504勝2001敗・勝率.556で、コニー・マック（3731勝3948敗・勝率.486）、トニー・ラルーサ（2902勝2515敗・勝率.536）、ジョン・マグロー（2763勝1947敗・勝率.587） に次ぐ堂々たる記録で、監督通算勝利数トップ5において通算勝率ではマグローに次ぐ第2位である。

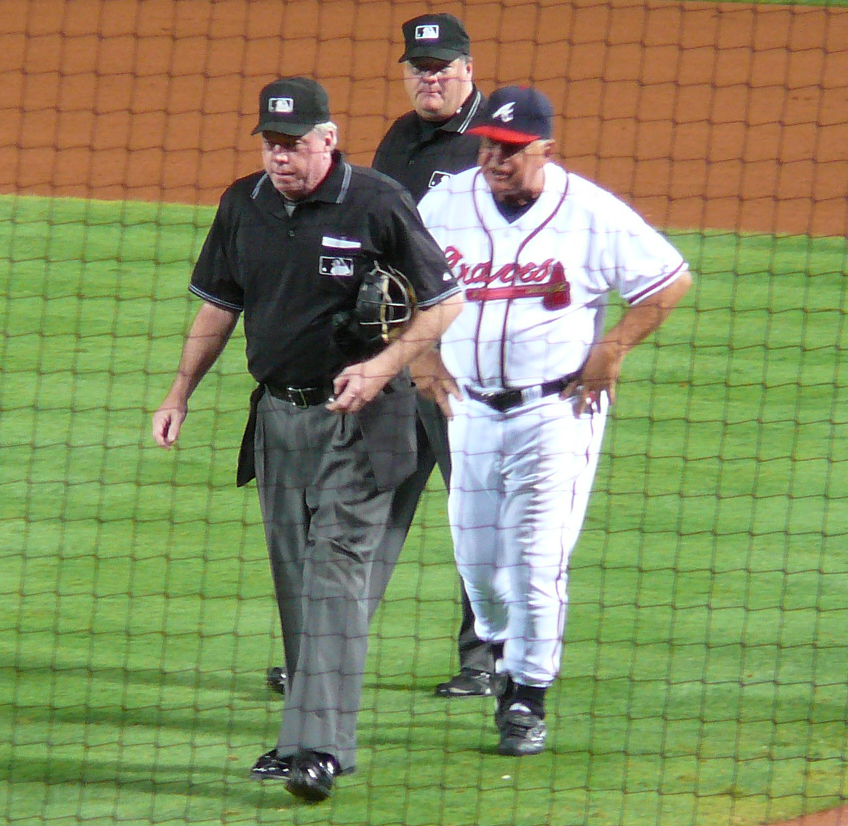
審判に説明を求めるコックス。この後退場処分となった。(2009年9月)

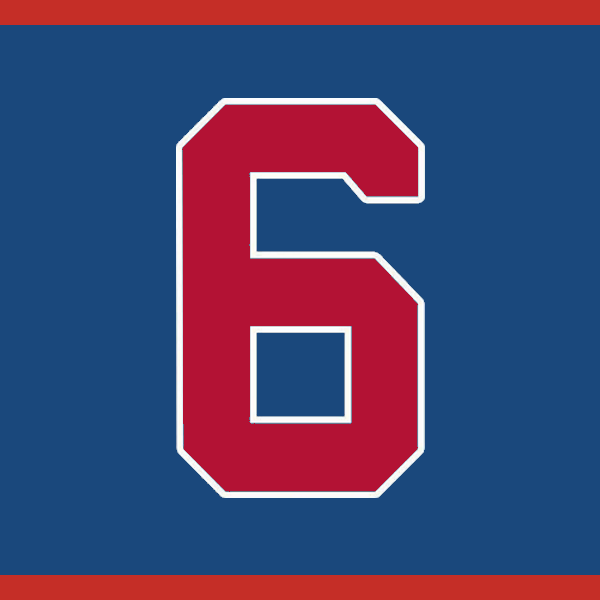
コックスのブレーブス在籍時の背番号「6」。
アトランタ・ブレーブスの永久欠番に2011年指定。

勇退の翌2011年、アトランタ・ブレーブスはコックス在籍時の背番号『6』を永久欠番に指定することを発表し、同8月12日に欠番表彰式が行われた。ブレーブスにおいて監督として欠番に指定されるのはコックスが初である。
2014年、ベテランズ委員会の選考によりアメリカ野球殿堂入りを果たした。

## 詳細情報

### 年度別打撃成績
| 年 度    | 球 団    | 試 合 | 打 席 | 打 数 | 得 点 | 安 打 | 二 塁 打 | 三 塁 打 | 本 塁 打 | 塁 打 | 打 点 | 盗 塁 | 盗 塁 死 | 犠 打 | 犠 飛 | 四 球 | 敬 遠 | 死 球 | 三 振 | 併 殺 打 | 打 率 | 出 塁 率 | 長 打 率 | O P S |
| -------- | -------- | ----- | ----- | ----- | ----- | ----- | -------- | -------- | -------- | ----- | ----- | ----- | -------- | ----- | ----- | ----- | ----- | ----- | ----- | -------- | ----- | -------- | -------- | ----- |
| 1968     | NYY      | 135   | 490   | 437   | 33    | 100   | 15       | 1        | 7        | 138   | 41    | 3     | 2        | 3     | 4     | 41    | 7     | 5     | 85    | 9        | .229  | .300     | .316     | .616  |
| 1969     | NYY      | 85    | 229   | 191   | 17    | 41    | 7        | 1        | 2        | 56    | 17    | 0     | 1        | 0     | 3     | 34    | 7     | 1     | 41    | 8        | .215  | .332     | .293     | .625  |
| MLB：2年 | MLB：2年 | 220   | 719   | 628   | 50    | 141   | 22       | 2        | 9        | 194   | 58    | 3     | 3        | 3     | 7     | 75    | 14    | 6     | 126   | 17       | .225  | .310     | .309     | .619  |

### 年度別監督成績
| 年度      | チーム    | 地区      | 年齢      | 試合 | 勝利 | 敗戦 | 勝率 | 順位/チーム数 | 備考     | ポストシーズン 勝敗 |
| --------- | --------- | --------- | --------- | ---- | ---- | ---- | ---- | ------------- | -------- | ------------------- |
| 1978      | ATL       | NL 西     | 37        | 162  | 69   | 93   | .426 | 6 / 6         |          |                     |
| 1979      | ATL       | NL 西     | 38        | 160  | 66   | 94   | .412 | 6 / 6         |          |                     |
| 1980      | ATL       | NL 西     | 39        | 161  | 81   | 80   | .503 | 4 / 6         |          |                     |
| 1981      | ATL       | NL 西     | 40        | 116  | 50   | 56   | .472 | 4 / 6、5 / 6  |          |                     |
| 1982      | TOR       | AL 東     | 41        | 162  | 78   | 84   | .481 | 6 / 7         |          |                     |
| 1983      | TOR       | AL 東     | 42        | 162  | 89   | 73   | .549 | 4 / 7         |          |                     |
| 1984      | TOR       | AL 東     | 43        | 162  | 89   | 73   | .549 | 2 / 7         |          |                     |
| 1985      | TOR       | AL 東     | 44        | 161  | 99   | 62   | .615 | 1 / 7         | ALCS敗退 | 03勝04敗            |
| 1990      | ATL       | NL 西     | 49        | 97   | 40   | 57   | .412 | 6 / 6         | 途中就任 |                     |
| 1991      | ATL       | NL 西     | 50        | 162  | 94   | 68   | .580 | 1 / 6         | WS敗退   | 07勝07敗            |
| 1992      | ATL       | NL 西     | 51        | 162  | 98   | 64   | .605 | 1 / 6         | WS敗退   | 06勝07敗            |
| 1993      | ATL       | NL 西     | 52        | 162  | 104  | 58   | .642 | 1 / 7         | NLCS敗退 | 02勝04敗            |
| 1994      | ATL       | NL 東     | 53        | 114  | 68   | 46   | .596 | (2 / 5)       |          |                     |
| 1995      | ATL       | NL 東     | 54        | 144  | 90   | 54   | .625 | 1 / 5         | WS優勝   | 11勝03敗            |
| 1996      | ATL       | NL 東     | 55        | 162  | 96   | 66   | .593 | 1 / 5         | WS敗退   | 09勝07敗            |
| 1997      | ATL       | NL 東     | 56        | 162  | 101  | 61   | .623 | 1 / 5         | NLCS敗退 | 05勝04敗            |
| 1998      | ATL       | NL 東     | 57        | 162  | 106  | 56   | .654 | 1 / 5         | NLCS敗退 | 05勝04敗            |
| 1999      | ATL       | NL 東     | 58        | 162  | 103  | 59   | .636 | 1 / 5         | WS敗退   | 07勝07敗            |
| 2000      | ATL       | NL 東     | 59        | 162  | 95   | 67   | .586 | 1 / 5         | NLDS敗退 | 00勝03敗            |
| 2001      | ATL       | NL 東     | 60        | 162  | 88   | 74   | .543 | 1 / 5         | NLCS敗退 | 04勝04敗            |
| 2002      | ATL       | NL 東     | 61        | 160  | 101  | 59   | .631 | 1 / 5         | NLDS敗退 | 02勝03敗            |
| 2003      | ATL       | NL 東     | 62        | 162  | 101  | 61   | .623 | 1 / 5         | NLDS敗退 | 02勝03敗            |
| 2004      | ATL       | NL 東     | 63        | 162  | 96   | 66   | .593 | 1 / 5         | NLDS敗退 | 02勝03敗            |
| 2005      | ATL       | NL 東     | 64        | 162  | 90   | 72   | .556 | 1 / 5         | NLDS敗退 | 01勝03敗            |
| 2006      | ATL       | NL 東     | 65        | 162  | 79   | 83   | .488 | 3 / 5         |          |                     |
| 2007      | ATL       | NL 東     | 66        | 162  | 84   | 78   | .519 | 3 / 5         |          |                     |
| 2008      | ATL       | NL 東     | 67        | 162  | 72   | 90   | .444 | 4 / 5         |          |                     |
| 2009      | ATL       | NL 東     | 68        | 162  | 86   | 76   | .531 | 3 / 5         |          |                     |
| 2010      | ATL       | NL 東     | 69        | 162  | 91   | 71   | .562 | 2 / 5         | NLDS敗退 | 01勝03敗            |
| MLB：29年 | MLB：29年 | MLB：29年 | MLB：29年 | 4508 | 2504 | 2001 | .556 |               |          | 67勝69敗            |

- WS：ワールドシリーズ、LCS：リーグチャンピオンシップシリーズ、DS：ディビジョンシリーズ

### 表彰
- 最優秀監督賞4回（1985年、1991年、2004年、2005年）